# 欧仁·德·博阿尔内
欧仁·德·博阿尔内（法語：Eugène de Beauharnais；1781年9月3日—1824年2月21日）法国军事将领，为亞歷山大·德·博阿爾內子爵与妻子约瑟芬的独子。他是法国皇帝拿破仑一世的继子和随身少将副官。
出生在法国首都巴黎。其父在雅各宾专政时期被控叛国罪，送上断头台。后来，其母约瑟芬嫁给了拿破仑·波拿巴，欧仁被拿破仑收为继子。因自身的军事才能和母亲约瑟芬的关系，欧仁获得拿破仑的重用。后来作为拿破仑的副官，跟随拿破仑远征埃及。他在1799年的阿卡战役中英勇作战而负伤。
雾月政变之后，拿破仑成为法兰西第一执政，欧仁担任拿破仑的卫队长。他在镇压旺代省的叛乱中立功，被提拔为中校。1804年拿破仑称帝之后，欧仁获封为皇子和意大利亲王，但没有皇位继承权。1807年，他宣称对意大利王位的继承权，随后成为威尼斯亲王。
在与第五次反法同盟的战争中，欧仁被任命为意大利军总司令，拿破仑派遣雅克·麦克唐纳作为他的军事顾问。1809年，欧仁在萨奇莱被奥地利的约翰大公击败，但旋即在杰尔取得决定性胜利。
阿斯佩恩-艾斯林战役发生之后，意大利军被拿破仑召回，此后欧仁跟随拿破仑参加了华格姆战役。
在后来的远征俄罗斯之时，欧仁参加了博罗金诺战役和小雅罗斯拉夫韦茨战役。拿破仑与缪拉撤退之后，欧仁率领剩余的部队，于1813年到达德国。
第六次反法同盟结成之后，欧仁参与吕岑会战，随后被拿破仑送回了意大利。欧仁成功抵御了奥地利的进攻，直到翌年拿破仑退位为止。此后欧仁前往慕尼黑居住，获得岳父巴伐利亚国王馬克西米利安一世的庇护，并不再支持拿破仑。
欧仁被历史学家认为是波拿巴皇室中最有才能的人物之一。